# Бура (гра)
Бура (тридцять одне) — картярська гра, так само називається і комбінація трьох козирів при грі в буру. Одна з основних різновидів цієї гри — буркозел.

## Правила гри
Кількість учасників: переважно два або три. Хоча число гравців обмежується тільки кількістю карт в колоді, однак при більшій кількості гравців гра значно втрачає цікавість, оскільки в цьому випадку результат повністю визначається початковим розкладом карт при здачі.
Колода: 36 карт.
Той, хто здав карти, визначається жеребкуванням на початку гри; надалі карти здає той, хто виграв. Кожен гравець отримує три карти, які здаються по одній кожному гравцеві, в кілька кіл. Потім розкривається карта, яка визначає козирну масть. Перший хід робить той, хто сидить зліва від того, хто здає, при наступних здачах — той, хто взяв останню взятку.

### Старшинство, ієрархія карт
- туз — 11 очок;
- 10 — 10 очок (при цьому десятка старша за короля, дами й валета);
- король — 4 очка, дама — 3, валет — 2.
- 9, 8, 7, 6 — 0 очок.

Комбінація з трьох карт однієї масті називається «молодка» або «лист», комбінація з трьох козирів називається «бура».
Якщо гравець не набрав 31 очко, але оголосив про закінчення гри, його визнають таким, що програв.
Гравець, який зміг взяти карти з колоди не в свою чергу («чужий підйом»), теж вважається таким, що програв.
Ходити можна з однієї карти, при цьому партнер повинен також покласти одну карту; з двох карт однієї масті або з трьох однієї масті — то ж роблять по черзі всі гравці (скидання «по масті» необов'язковий). Якщо карти биті картами партнера, взятку бере партнер, якщо хоч одна карта не побита, взятку бере той, хто ходив. Якщо карти ходив перебиті, то наступний (при грі більш ніж в 2 гравця) для взяття взятки повинен побити карти останнього перебити гравця.
Карти добираються з колоди гравцями по одній друг за другом. Першим добирає взятку, він же першим і ходить.
Хто першим набрав 31 очко, виграє. Оголосити про це можна тільки на своєму ходу. Якщо у гравця виявилася «бура», він виграє партію незалежно від очків. Якщо гравець оголосив про закінчення гри, не набравши 31 очка, він вважається таким, що програв.
«Подвійний підйом» — добір двох карт одночасно і підйом зайвої карти — також карається програшем партії.
Найбільш часто зустрічаються, майже канонічні додаткові умови:
- Якщо партнер не зміг побити ваш хід, він має право покласти сорочкою вгору карти, що скидає. Відкривати їх ви не маєте права до того, як оголосите про закінчення гри (зазвичай словом: «розкриваю»). Спроба перевернути їх прирівнюється до виголошення цього слова.
- Той, хто оголосив про закінчення гри, але не набрав 31 очко — програє подвійно.
- Гра ведеться до досягнення певної кількості виграних здач (найчастіше це «робер» — 21 здача — або «малий робер» — 11 здач), причому обумовлену кількість перемог має бути досягнуто з різницею в рахунку 2 перемоги або більше. У чергову здачу здає той, хто виграв попередню. Є й інший поширений варіант визначення переможця: кожному, хто програв здачу, нараховується 2 штрафних очка, при наборі 12 очок — партію програно.
- Якщо у гравця на руках є «молодка» при чужому ході, він має право (але не зобов'язаний) оголосити її словом «Стоп!» і вийти усіма трьома картами. Але якщо при цьому у противника була на руках «бура», «Москва» або «мала Москва» (див. нижче), це правило не діє.
- Додаткові комбінації — «Москва» (три тузи, варіант: один з трьох тузів козирний) і «мала Москва» — три шістки з козирною (варіант: три десятки). Набравши «Москву» відразу виграє навіть при наявності «бури» у суперника. Хто має «малу Москву» має право її оголосити (словом: «Стоп!») і вийти в усі три карти, навіть якщо у суперника «молодка».
- Якщо «бура» зустрілася одночасно у обох гравців, виграє той, у кого вища старша карта, або вони все скидаються і очки не рахуються. Якщо у обох гравців зустрілася «молодка», черга ходу зберігається за тим, хто повинен був ходити.
- Якщо одна з комбінацій («бура», «молодка», «Москва», «мала Москва») зустрілася відразу з роздачі карт, партія перездається без всяких наслідків.

## В п'ять карт
У «буру» можна грати, здаючи по п'ять карт. Тоді грають двоє, гра триває до кінця колоди, в кінці підраховуються очки взяток гравців, виграв той, хто набрав більше 60 очок, так як в колоді 120 очок. Якщо набрали по 60 очок, значить, нічия. Решта правила не відрізняються від гри по три карти. Є тільки одна масть, яку не можна збити козирною картою — це піки, вони б'ються пікової картою по старшинству.

## Буркозел
Буркозел — різновид гри в буру. В основному правила схожі на правила гри в буру.
У буркозла грають удвох, утрьох або учотирьох (в тому числі пара на пару).
Право першого заходу надається стороні, витягнувшись з колоди старшу карту по грі (10 вище короля), або який вгадав колір масті (червона/чорна)
При грі в буркозла роздається чотири карти, і, на відміну від бури, зазвичай розігруються всі 36 карт колоди. Під час ходу, за неможливости взяття взятки, карти скидаються або у відкриту, або їх може дивитися гравець, який бере взятку (але не після того, як зі столу буде взято останню карту).
Чотири карти однієї масті дають право на позачерговий хід, чотири козиря утворюють «буру» (негайний виграш), чотири старших карти, при наявності одного і більше козиря і Туза («Москва») дають негайний подвійний виграш. Наприклад, чотири десятки, або не козирні Тузи і десятки не є «Москвою».
Зазвичай же виграє здачу той, хто набрав більше очок. Якщо гравець набрав менше 31 очка при грі вдвох (вчотирьох) або менше 21 очка при грі втрьох, то йому зараховується подвійний програш. Також програш подвоюється в ситуації, коли попередня здача закінчилася розіграшем (по 60 очок при грі вдвох або 40 при грі втрьох). Таким чином, при особливо вдалій грі, можливий виграш партії в одну-дві здачі.
Якщо при роздачі козирем випали туз або 10, їх слід заховати в колоду, що-б в кінці партії не скидати карти з метою забрати вищу масть.
В ігровому плані існують певні відмінності між бурою і буркозлом: перша більш азартна, сильніше залежить від розкладу карт і орієнтована на швидкий виграш, другий же являє собою гру порівняно вдумливу і розважливу.

### Варіанти правил буркозла
Часта різновид — при грі пара на пару — в розіграші 32 карти, від 7 до Т, шістки віддаються парам по дві і складаються сорочками назовні. Ними вважаються окуляри. 31 — «відкрив очі» — верхня карта зсувається і відкриває два очка. 61 — чотири. Більше шести — верхня перевертається сорочкою вниз і відкриває окуляри на нижній, так до 12, коли гра закінчується. За відсутність очок у суперника при наявності взяток (порожніх, одні Фоскі) — 6 очок, якщо без взяток — 8. Свара (обидві пари взяли по 60) — нікому нічого, банк подвоюється, і за результатами наступного розіграшу окуляри пишуться в подвійному розмірі. Дві свари поспіль — в четверний тощо.
Ще варіант, про яку домовляються перед початком. Зазвичай «Молодка» (чотири одномастки) чекають своєї черги — без черги в класиці ходить або «Бура», або «Червона Москва». Але якщо козирем при здачі відкрився «кінець» (десятка або туз), то молодка йде поза чергою («Молодка як бура»). Кінець замішується в колоду і дістається інша карта, яка визначає козир, не 10 і не Т.
Іноді за домовленістю комплект з 40 очок і вище (4 десятки або десятки в комбінації з тузами) йдуть без черги нарівні з бурою.
Також є варіант з «немазаними». Можна зайти з двох-трьох-чотирьох карт однакової величини, запитавши дозволу у партнера зліва: «Дві (три, чотири) немазане?», Не відкриваючи їх номінал. Партнеру цей хід може здатися вигідним, і, якщо він дозволяє, ви кидаєте йому якісь дві непотрібні вісімки, або, навпаки, три тузи, включаючи козирним.

## У культурі
Варлам Шаламов в своєму оповіданні «Шахрайська кров» (1959) пише про бурю: Другою грою — першою за поширеністю — є «бура» — так називається у блатарів «тридцять одне». Схожа з «очком», бура залишилася грою блатного світу. У «очко» злодії не грають між собою.

У пісні «У цьому місті» групи «Billy's Band» є такі рядки:
 Пам'ятаєш та, що грала з хлопцями у буру Вийшла заміж за двірника і впала в Неву. 
 У фільмі «Місце зустрічі змінити не можна» герой Садальського, Цегла, зізнається Жеглову і Шарапову, «що браслет виграв у Фокса в буру».
У фільмі «Холодне літо п'ятдесят третього…» колишні зеки в одному з епізодів грають в буру.
У фільмі «Сволота» Студер — один з учнів військового підготовчого табору для безпритульних підлітків-злочинців — на допиті бере на себе відповідальність за вбивство іншого учня — Маестро, назвавши причиною програш останньому в буру.